# Pilar Cortés Bureta
Pilar Cortés Bureta, née le 1er décembre 1964, est une femme politique espagnole membre du Parti populaire (PP).
Elle est élue députée de la circonscription de Saragosse lors des élections générales de novembre 2011.

## Biographie

### Vie privée
Elle est divorcée et mère de trois enfants.

### Professeure de droit
Docteure en droit, elle possède un diplôme en tourisme et a suivi le programme de direction en gestion publique (PLGP) de l'Institut d'études supérieures de commerce. Elle enseigne le droit constitutionnel à l'université de Saragosse et est spécialiste en protection des données.

### Activités politiques
Alors secrétaire exécutive du Parti populaire d'Aragon dirigé par Luisa Fernanda Rudi et adjointe au maire de Fuentes de Jiloca à partir de juin 2011, elle est investie en quatrième position sur la liste de coalition avec le parti aragonais (PAR) dans la circonscription de Saragosse et conduite par Eloy Suárez à l'occasion des élections générales de novembre 2011. Avec un score de 46,91 % des voix, la liste obtient quatre des sept mandats en jeu et Pilar Cortès fait son entrée au Congrès des députés. Elle est membre de la commission de l'Intérieur, de la commission de l'Éducation et des Sports et de celle de l'Égalité ainsi que porte-parole adjointe de la commission constitutionnelle. Le 11 décembre 2014, elle est proposée par le groupe parlementaire populaire pour occuper une place de membre du Conseil de la Transparence et du Bon gouvernement créé par le titre trois de la loi 19/2013 relative à la transparence, à l'accès à l'information publique et au bon gouvernement. Elle est élue par 24 voix pour, 12 blancs et aucune nationaliste catalan Joan Tardà. Elle siège avec son homologue sénatorial Jokin Bildarratz du PNV,.
Pour les élections législatives de décembre 2015, elle est remontée à la deuxième place sur la liste nouvellement menée par Suárez. Réélue, elle est promue porte-parole titulaire à la commission constitutionnelle et reste membre des commissions de la Justice, de l'Intérieur et de l'Égalité. Elle conserve son mandat à la suite du scrutin anticipé de juin 2016 et l'ensemble de ses responsabilités parlementaires.
Elle est évincée de la liste du PP à l'occasion des élections législatives d'avril 2019, au cours desquelles elle ne figure plus que comme troisième suppléante. Elle est néanmoins investie en huitième position sur la liste conduite par Luis María Beamonte dans la circonscription de Saragosse en vue des élections aragonaises du mois suivant. Elle est élue aux Cortes d'Aragon après que le parti a obtenu huit sièges dans la circonscription. Elle partage alors son activité entre les commissions du Règlement, de la Science et de l'Éducation, et siège comme suppléante à la députation permanente.